# Edwin Northumbrijský
Edwin Northumbrijský (staroanglicky Ēadwine; též Æduinus; asi 586 – 12. října 632/633), byl přibližně od roku 616 až do své smrti králem anglosaských království Deira a Bernicie, později sjednocených do království Northumbrie. Konvertoval ke křesťanství a byl pokřtěn v roce 627. Poté, co padl v bitvě na Hatfield Chase, byl uctíván jako svatý. Coby světec je uznáván katolickou, anglikánskou a pravoslavnou církví. Je patronem konvertitů, lidí bez domova, panovníků a rodičů.
Edwin byl synem deirského krále Ælly a zřejmě měl minimálně dva sourozence. Jeho sestra Acha byla provdaná za Æthelfritha, krále sousední Bernicie. Jinak neznámý sourozenec zplodil Hererika, který zase zplodil abatyši Hildu z Whitby a Hereswith, manželku Æthelrika, bratra východoanglického krále Anny.
Jméno je anglosaského původu a je odvozeno od slov ead (bohatství, jmění) a wine (přítel). Byl pokřtěn na Velikonoce roku 627. Svátek má 12. října.

## Mládí a exil
Anglosaská kronika uvádí, že po smrti krále Ælly převzal moc jistý „Æthelric“. Skutečná Æthelrikova identita je nejistá. Mohl být Ællovým bratrem, starším Edwinovým bratrem, jinak neznámým deirským šlechticem anebo Æthelfrithovým otcem. Æthelfrith sám se zdá být králem „Northumbrie“ – jak Deiry, tak i Bernicie – nejpozději od roku 604. Za vlády krále Æthelfritha byl Edwin v exilu. Původní místo jeho vyhnanství coby dítěte není známo, ale pozdní tradice uváděné benediktinským hagiografem Reginaldem z Durhamu († asi 1190) a Geoffreyem z Monmouthu umisťují Edwinův pobyt do království Gwynedd, kde měl být jeho opatrovníkem a vychovatelem král Cadfan ap Iago. To umožňovalo vytvářet biblické paralely o boji mezi Edwinem a jeho údajným nevlastním bratrem Cadwallonem ap Cadfanem. Na počátku 7. století byl Edwin jistě v Mercii pod ochranou krále Cearla, s jehož dcerou Cwenburgou se oženil.
Kolem roku 616 se Edwin nalézal ve Východní Anglii pod ochranou jejího krále Rædwalda. Beda Ctihodný uvádí, že král Æthelfrith se pokusil přimět krále Rædwalda, aby nechal zavraždit jeho nežádoucího rivala. Beda Ctihodný dále uvádí, že král Rædwald to udělat chtěl, dokud ho jeho žena nepřesvědčila, že je vůlí Boží, aby tak nečinil. Král Æthelfrith čelil králi Rædwaldovi v bitvě u řeky Idle v roce 616, kdy byl Æthelfrith poražen a zabit. V této bitvě byl asi zabit Rædwaldův syn Rægenhere. Král Rædwald dosadil Edwina na trůn coby krále Northumbrie. Přesné datum, ani způsob Rædwaldovy smrti nejsou známy. Pravděpodobně zemřel mezi lety 616–627, přičemž efektivita Edwinovy královské moci zjevně do značné míry závisela na jeho loajalitě vůči králi Rædwaldovi.
Ustavení Edwina králem Northumbrie a vyhnání Æthelfrithových synů do exilu v gaelském království Dál Riata a u Piktů fakticky potvrdilo krále Rædwalda coby bretwaldu. Edwin dokázal převzít moc nejen ve své rodné Deiře, ale také v Bernicii, zřejmě díky aktivní Rædwaldově podpoře, jemuž pravděpodobně zůstal Edwin podřízen během rané fáze své vlády. Edwinova vláda znamená přerušení jinak konzistentní vlády nad Northumbrií ze strany Bernicijských a byla považována za „nesoulad s převládající tendencí“.

## Králem Northumbrie

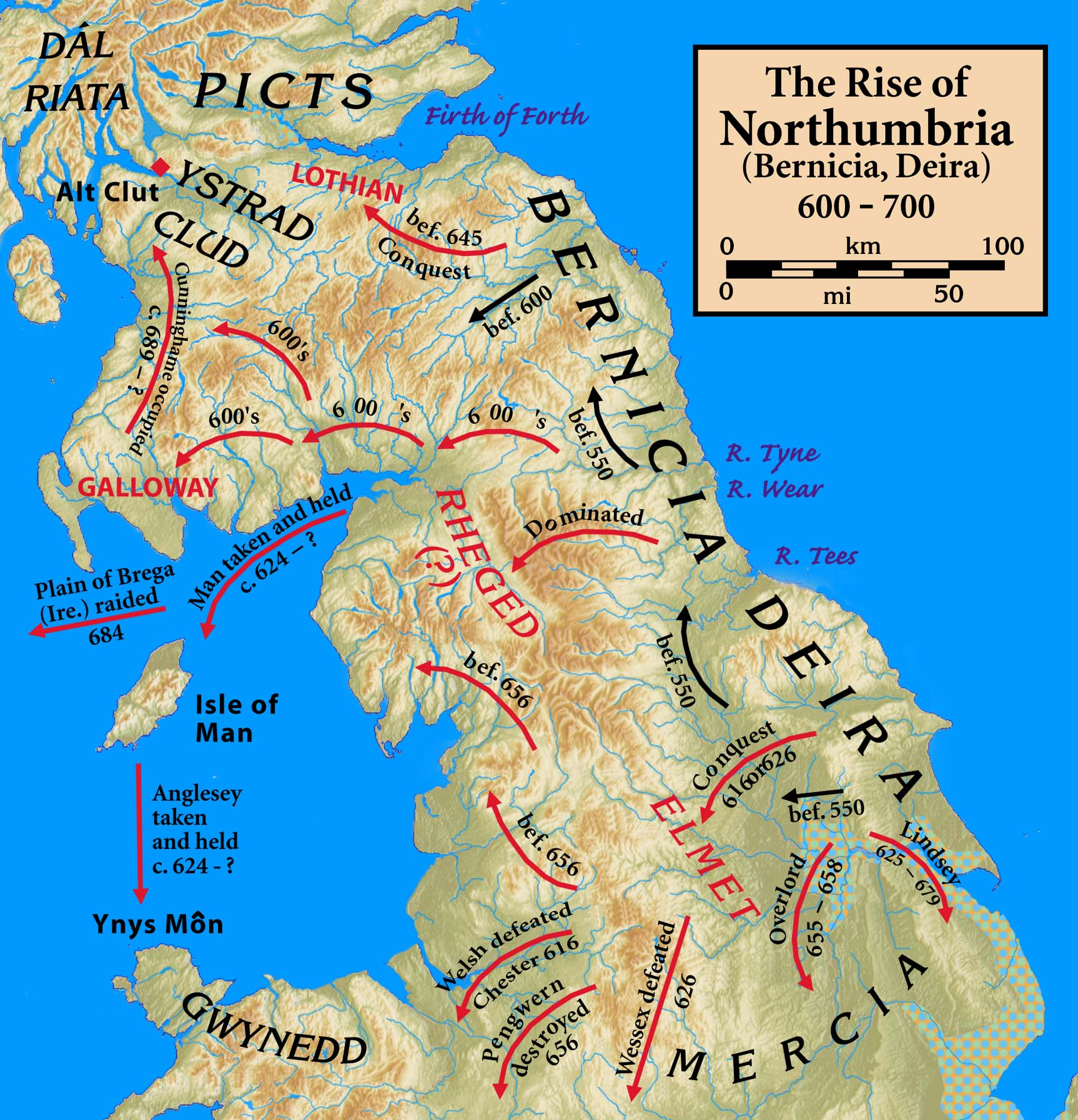
Vzestup Northumbrie v letech 600–700.

Smrt krále Æthelfritha a mocného kentského krále Æthelberhta ve stejném roce vytvořila dobré předpoklady pro krále Rædwalda a jeho chráněnce krále Edwina k ovládnutí Anglie. A král Rædwald této příležitosti využil a až do své smrti o deset let později vládl většině anglosaských království coby bretwalda. Král Edwin vyhnal v roce 616 nebo 626 z menšího britonského království Elmet jeho posledního krále Ceretika. Elmet do té doby pravděpodobně podléhal Mercii a poté králi Edwinovi. Větší království Lindsey bylo ovládnuto pravděpodobně kolem roku 625 po smrti krále Rædwalda.
Král Edwin a kentský král Eadbald byli v tomto okamžiku spojenci a Edwin si dohodl sňatek s Eadbaldovou sestrou Æthelburgou. Beda Ctihodný poznamenává, že král Eadbald by souhlasil se sňatkem své sestry s králem Edwinem, pouze pokud by Edwin konvertoval ke křesťanství. Sňatek Eadbaldovy merovejské matky Berthy vyústil v obrácení Kentu na křesťanskou víru a Æthelburga měla učinit totéž v Northumbrii.
Edwinova expanze na západ mohla začít na počátku jeho vlády. Existují přesvědčivé důkazy o válce, která na počátku 30. let 7. století proběhla mezi králem Edwinem a králem irského království Dál nAraidi a současně velkokrálem Ulaidů Fiachnaem mac Báetáinem. Měla existovat nyní ztracená báseň líčící Fiachnaeovy výpravy proti Sasům a irské anály informují o obléhání nebo dobytí Bamburghu v Bernicii v letech 623–624. To by pravděpodobně mělo být dáno do kontextu Edwinových záměrů na ostrově Man, který byl terčem ulaidských snah o ovládnutí. Fiachnaeova smrt v roce 626 rukou jeho jmenovce Fiachnaea mac Demmáina z dynastického uskupení Dál Fiatach a následně smrt Fiachnaea mac Demmáina o rok později v boji proti království Dál Riata pravděpodobně usnadnila cestu Edwinovým výbojům v irské zámořské provincii.
Rutina královských povinností v Edwinově době zahrnovala pravidelné, pravděpodobně každoroční války se sousedy pro získání tributu, území a otroků. Do Edwinovy smrti pravděpodobně tyto každoroční války, které nebyly zaznamenány, rozšířily obě northumbrijská království od řek Humber a Mersey až na sever k Jižní vrchovině a Cheviotskému pohoří.
Královská domácnost se pravidelně stěhovala z jednoho královského sídla (villa regalis) do druhého, konzumovala naturální daně poskytované coby tribut a produkty královských statků, zajišťovala výkon spravedlnosti a starala se, aby královská autorita zůstala viditelná po celé zemi. Ke královským sídlům v Edwinově době patřil Yeavering v Bernicii, kde byly nalezeny stopy dřevěného amfiteátru. Tento „římský“ atribut vedl Bedu Ctihodného k tvrzení, že se před králem Edwinem pohyboval praporečník nesoucí standardu „tufu“ (staroanglicky thuuf, mohlo jít o „okřídlený globus“). Toto tvrzení se zdá být více než historikem přidaná kuriozita, ačkoliv není známo, zda předloha této praxe byla římská nebo franská. K dalším královským sídlům patřilo Campodunum v Elmetu (snad Barwick), Sancton v Deiře a Goodmanham, kde podle Bedy Ctihodného pohanský velekněz Coifi zničil modly. Edwinova říše zahrnovala bývalá římská města York a Carlisle a zdá se, že obě měla v 7. století určitý význam, i když není jasné, zda v tomto období pokračoval městský život.

## Konverze ke křesťanství

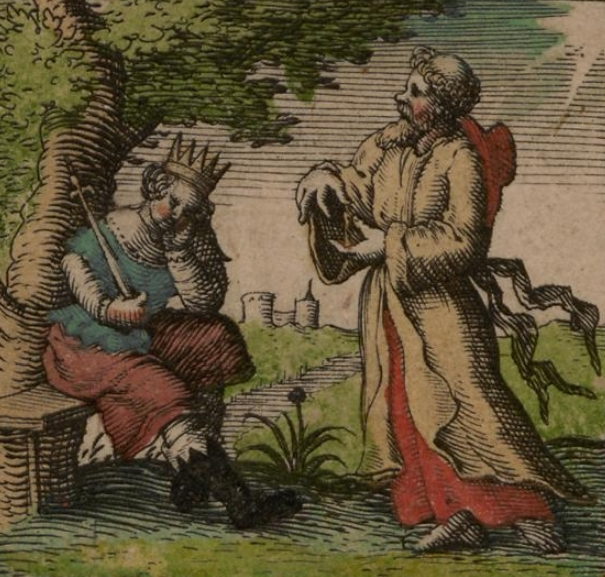
Král Edwin na obraze Johna Speeda z roku 1611.

Záznamy o Edwinově konverzi předkládané Bedou Ctihodným se upínají ke dvěma událostem. První záznam vypráví, jak během Edwinova exilu jeho život zachránil Paulinus z Yorku. Druhý záznam, již po jeho sňatku s Æthelburgou, zaznamenává atentát o Velikonocích roku 626 v Yorku, kdy měl být král Edwin zavražděn vrahem vyslaným wessexským králem Cwichelmem, a následné Edwinovo rozhodnutí povolit křest své dcery Eanfled a jeho slib přijmout křesťanství, pokud jeho tažení proti králi Cwichelmovi bude úspěšné. S výjimkou těchto dvou záznamů charakterizuje Beda Ctihodný krále Edwina jako všeobecně nerozhodného krále, který není ochoten přijmout rizika, neschopen rozhodnout se, zda konvertovat či nikoliv.
Vedle těchto událostí nelze ignorovat vliv Edwinovy napůl merovejské královny, a dále dopisy papeže Bonifáce V., které Beda Ctihodný reprodukuje, zaslané Edwinovi a Æthelburze, jež pravděpodobně ale nebyly příznačné. Pokud vezmeme v úvahu, že Kent byl pod franským vlivem, zatímco Beda Ctihodný považuje misii za „římskou“, měli Frankové stejný zájem na konverzi sobě příbuzných Germánů a na rozšíření své moci a vlivu. Beda Ctihodný líčí Edwinův křest a křest jeho předních šlechticů 12. dubna 627. Edwinova horlivost, jak říká Beda Ctihodný, vedla k tomu, že konvertoval i Rædwaldův syn Eorpwald.

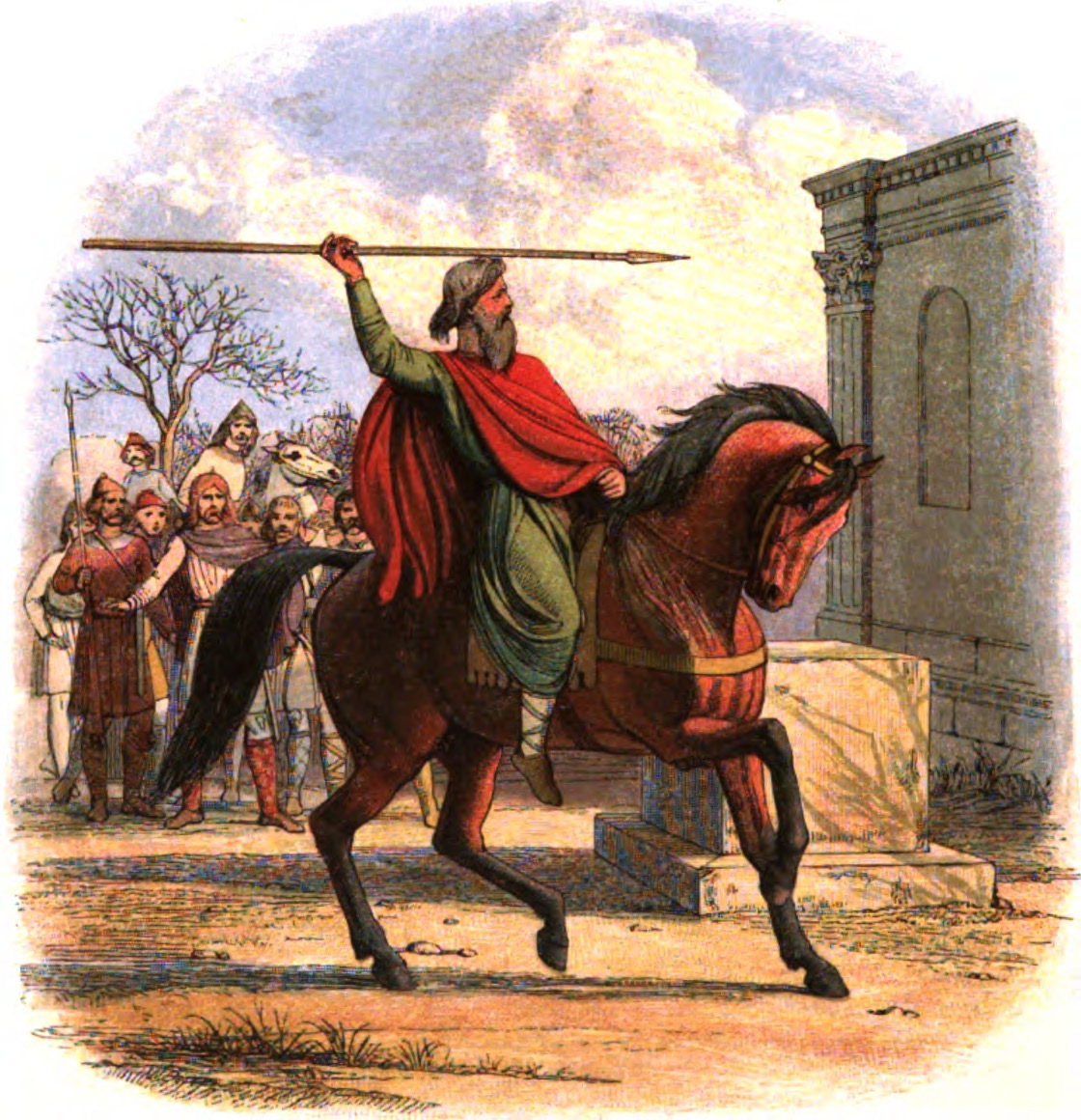
Velekněz Coifi znesvěcuje svatyni s pohanskými bůžky, vyobrazení z A Chronicle of England (Kronika Anglie, 1864) od Jamese Doyla.

Bedův popis Edwinovy konverze je často citován. Poté, co Paulinus vysvětlí principy křesťanství, král se zeptá svých rádců, co si myslí o nové nauce. Edwinův kněz Coifi odpovídá, že by mohla být přínosná. Koneckonců, říká, nikdo neměl k jejich bohům větší úctu a nebyl jim oddanější než on, ale ze své oddanosti těmto bohům neviděl žádné výhody. Potom se postaví nejmenovaný rádce a promluví ke králi, a také vidí přínos nové víry. Coifi znovu promlouvá a prohlásí, že by měli zničit chrámy a modly, které až doposud uctívali. Král Edwin souhlasí a přijímá křesťanství. Coifi sám zapálí modly, když prohlásil: „Udělám to sám, když nyní mi pravý Bůh dal poznání, kdo lépe než já může dát veřejný příklad a zničit modly, které jsem uctíval z nevědomosti?“ Beda Ctihodný dále popisuje scénu, kdy se Coifi „formálně vzdá svých pověr a požádal krále, aby mu dal zbraně a hřebce.“ Coifi ozbrojený mečem a kopím jede na Edwinově koni směrem k idolům, a to vše na dohled davu shromážděného, aby byl svědkem Edwinovy konverze. Když dorazil Coifi k chrámu, „vrhl na něj kopí a znesvětil ho.“
V článku nazvaném „Jak Coifi probodl Kristův bok“ zkoumá současná anglická historička Julia Barrow Bedův latinský text a věnuje zvláštní pozornost pasáži týkající se Coifiho útoku na chrám. Julia Barrow konstatuje, že Bedovo použití latinského slova lancea „nebylo běžně používaným termínem středověkých spisovatelů pro oštěp“, obvykle používali slovo „hasta“. Julia Barrow dále tvrdí, že termín lancea pravděpodobně použil Beda Ctihodný jako odkaz na podrobnosti ukřižování Ježíše Krista popsané v Janově evangeliu. Tedy Coifiho znesvěcení svatyně je třeba chápat „jako inverzi probodnutí chrámu Kristova těla.“ Všechny tyto podrobnosti ilustrují názor, že Beda Ctihodný měl pro krále Edwina velké „nadšení a obdiv“.
Krátký proslov nejmenovaného králova rádce, šlechtice, získal značný ohlas. Svědčí o „moudrosti a naději křesťanského poselství“, které inspirovalo básníky jako kupříkladu Williama Wordsworthe a bylo nazváno „nejpoetičtějším podobenstvím u Bedy Ctihodného“:
Současný člověk, ó králi, se mi ve srovnání s pro nás neznámou dobou zdá jako rychlý let vrabce místností, kde v zimě sedíš u večeře uprostřed svých bojovníků a hodnostářů, s plápolajícím ohněm uprostřed, zatímco v cizině převládají průtrže deště a sněhové bouře; vrabec, jak říkám, vletí dovnitř jedněmi dveřmi a okamžitě vyletí ven jinými, zatímco je uvnitř, je v bezpečí před mrazivým chladem, ale po krátké době pěkného počasí okamžitě mizí z vašich očí do temné zimy, ze které se vynořil. Tento život člověka se tedy na krátkou dobu objeví, ale o tom, co předcházelo nebo co má následovat, jsme nevědomí. Obsahuje-li tedy tato nová nauka něco jistějšího, zdá se, že si zaslouží být následována.
Za zmínku stojí Bedovo shrnutí podstaty Edwinovy vlády coby krále Northumbrie:
„Říká se, že v té době vládlo v Británii tolik míru, kamkoliv moc krále Edwina dosáhla, jak se všeobecně říká až do současnosti, že dokonce když žena s nedávno narozeným dítětem chtěla projít celým ostrovem, od moře k moři, mohla tak učinit, aniž by jí někdo ublížil.“
Současný americký historik Paul Kershaw naznačuje, že „Bedovo rozhodnutí popisovat Edwinův mír květnatými slovy nabízí ... mrazivý pohled na úroveň bezpráví tolerovaného v Anglii v 8. století“. Navíc je třeba definici „míru“ chápat jako „svobodu pohybu bez loupeže, znásilnění nebo násilí; bezpečnost cestovat podle libosti a doslova pohybovat se nerušeně.“

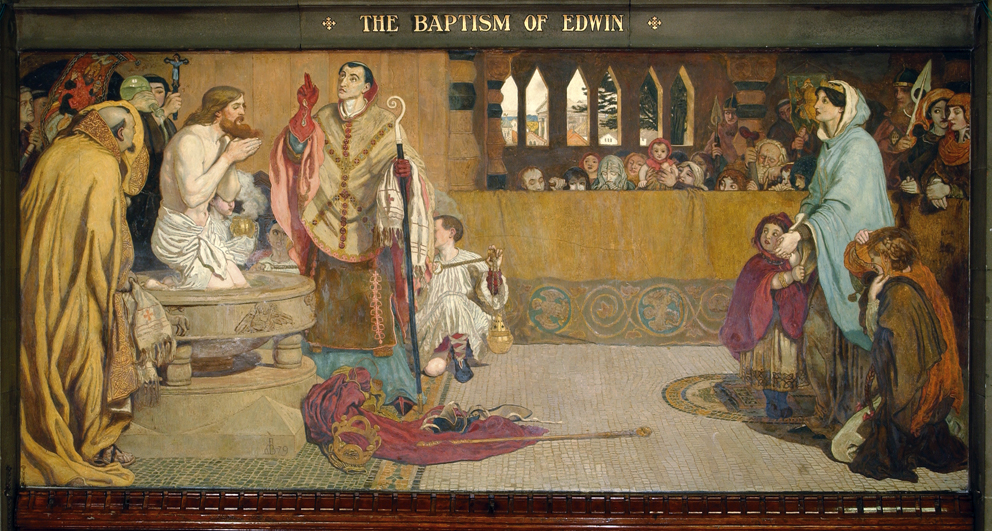
The Baptism of Edwin („Edwinův křest“) od Forda Madoxe Browna, nástěnná malba na radnici v Manchesteru.

Edwinova a Eorpwaldova konverze byla jejich nástupci zavrhnuta a v případě Northumbrie se zdá, že působení „římského“ Paulina mělo velmi malý účinek. Biskup Paulinus ve skutečnosti tím, že vyloučil britonské duchovenstvo z Elmetu a odjinud z Edwinovy říše, mohl církev spíše oslabit než ji posílit. V Paulinově době se v Británii nalézalo jen velmi málo římských duchovních, znám je pouze sv. Jakub Jáhen, takže „konverze“ byla zřejmě jen povrchní a jen málo rozšířená mimo královský dvůr. Paulinovo rozhodnutí uprchnout po Edwinově smrti z Northumbrie, na rozdíl od jeho pomocníka Jakuba Jáhna, který v Northumbrii zůstal ještě mnoho let až do své smrti, naznačuje, že konverze nebyla obecně rozšířená a vysoký italský duchovní nebyl oblíbený.

## Král Edwinbretwaldou
První zpochybnění Edwinovy moci přišlo brzy po uzavření spojenectví s Kentem, stvrzeným jeho sňatkem s Æthelburgou v Canterbury v létě roku 625. Nabídnutím své ochrany menším králům, kupříkladu králi ostrova Wight, zmařil král Edwin ambice wessexského krále Cwichelma. Král Cwichelm odpověděl vysláním vraha, jak již bylo uvedeno. Král Edwin na tuto urážku neodpověděl okamžitě, zřejmě buď, že se necítil dostatečně silný to učinit, anebo proto, že Bedovo vykreslení krále Edwina jako poměrně nerozhodného vládce je přesné. Po neúspěšném atentátu, jak bylo uvedeno, se Edwin zavázal přijmout křesťanství pouze za předpokladu, že zvítězí nad králem Cwichelmem.
Asi od roku 627 je Edwin považován za nejmocnějšího krále mezi Anglosasy. Vládl Bernicii, Deiře a velké části východní Mercie, ostrovům Man a Anglesey. Jeho spojenectví s Kentem, podmanění si Wessexu a jeho předchozí úspěchy mu přidaly na síle a autoritě. Impérium, jak to nazývá Beda Ctihodný, které držel král Edwin, bylo později přirovnáno k ideji bretwaldy, pozdější koncepci vymyšlené západosaskými králi v 9. století. Zjednodušeně řečeno, úspěch potvrdil Edwinův status bretwaldy a neúspěch by ho umenšil.
Edwinův údajný nevlastní bratr Cadwallon ap Cadfan se v záznamech objevuje kolem roku 629, kdy byl gwyneddský král Cadwallon poražen a buď se podrobil Edwinově autoritě nebo odešel do exilu. Po porážce krále Cadwallona se zdá, že Edwinova autorita byla několik let nezpochybnitelná, dokud proti němu v letech 632–633 společně nevystoupili mercijský král Penda a král Cadwallon.
Král Edwin čelil králům Pendovi a Cadwallonovi na podzim roku 632 nebo 633 v bitvě na Hatfield Chase, kde byl poražen a zabit. Po určitou dobu bylo jeho tělo údajně ukryto v Sherwoodském lese na místě, které se později stalo vesnicí Edwinstowe (v překladu: Edwinovo místo odpočinku), přičemž jeho hlava byla nakonec pohřbena v Yorku a zbytek jeho těla ve Whitby. Z jeho dvou dospělých synů, jejichž matkou byla mercijská princezna Cwenburh, zemřel Osfrith na Hatfield Chase a Eadfrith byl králem Pendou zajat a zabit někdy poté.
Po Edwinově smrti se jeho královna Æthelburg spolu s biskupem Paulinem vrátila do Kentu a vzala s sebou svého syna Uscfreu, dceru Eanfled a Osfrithova syna Yffiho. Uscfrea a Yffi byli posláni ke dvoru Æthelburžina příbuzného, franského krále Dagoberta I., ale brzy nato oba zemřeli. Eanfled se však dožila svatby se svým bratrancem, králem Oswiuem, synem Edwinovy sestry Achy a krále Æthelfritha.

## Edwinova smrt a jeho odkaz
Po Edwinově smrti byla jeho říše rozdělena. V Deiře se stal jeho nástupcem Osric, syn Edwinova strýce z otcovy strany Ælfrika, a v Bernicii Eanfrith, syn krále Æthelfritha a Edwinovy sestry Achy. Oba se vrátili k pohanství a oba byli zabiti králem Cadwallonem. Nakonec Eanfrithův bratr Oswald krále Cadwallona porazil a zabil a Northumbrii znovu sjednotil. Poté, s výjimkou Osrikova syna Oswina, byla až do poloviny 8. století moc v Northumbrii v rukou potomků bernicijského krále Idy.
Po Edwinově smrti ho někteří současníci začali uctívat jako svatého, nicméně jeho kult byl posléze zastíněn nakonec úspěšnějším kultem krále Oswalda, který byl zabit v roce 642. Oba našli svou smrt v boji proti podobným nepřátelům, pohanským Mercijským, a také Britonům, což umožňuje vnímání obou jako mučedníků. Avšak způsob, jakým Beda Ctihodný vykresluje krále Oswalda, jasně ukazuje, že ho považoval za jednoznačně svatou postavu, což je statut, který králi Edwinovi nepřiznal.
Edwinova pověst vychází z velké části z toho, jak obšírně ho charakterizuje Beda Ctihodný. Ten píše nekompromisně z anglosaské a křesťanské perspektivy a vychází z Edwinova opožděného obrácení na křesťanskou víru. Edwinovo sjednocené království na severu ho nepřežilo a jeho nástupci se křesťanství zřekli. Když je jeho královský majestát srovnán s jeho pohanským švagrem bernicijským králem Æthelfrithem nebo Æthelfrithovými syny Oswaldem a Oswiuem, anebo s rozhodně pohanským mercijským králem Pendou, jeví se král Edwin jako nepříliš klíčová postava Británie první poloviny 7. století. Snad nejvýznamnější odkaz Edwinovy vlády spočívá v jeho neúspěších: vzestup krále Pendy a Mercie a návrat Æthelfrithových synů z irského exilu, což na generace připoutalo northumbrijské království ke světu Irského moře.